# スプリングフィールド駅 (イリノイ州)
スプリングフィールド駅（英語：Springfield Station）は、イリノイ州の州都スプリングフィールド ノース・サード・ストリート100にある駅。全米各地を結ぶ旅客鉄道のアムトラックが乗り入れている。

## 歴史
当駅は1895年にシカゴ&オールトン鉄道により建てられ開業した。2011年に改修工事が完成した。

## 利用可能な鉄道路線／列車
アムトラックのスプリングフィールド駅に発着する列車は下記の通り。
シカゴとサンアントニオ間の夜行長距離列車テキサス・イーグル号…1日1往復停車
シカゴとセントルイス間の昼行中距離列車リンカーン・サービス…1日4往復停車